# 漸台三
渐台三（γ Lyr/天琴座γ），英文名Sulafat，是北天星座天琴座的第二亮星。视星等3.26，可以用肉眼看见。视差测量显示它距离太阳620光年。在这个距离，该星的视星等大约被星际尘埃消光0.1等。

## 特性
这是一个恒星分类B9II的亮巨星，它已经耗尽了核心的氢并且演化离主序带。表面温度大约10,000K，散发出蓝白色的光芒。干涉测量术测量出的角直径是0.74 ± 0.10毫弧秒，在估计的距离上，相当于大约15倍太阳半径。
1909年，加拿大的天文学家认为该星是光谱联星，但是他没办法分离出个别成员的吸收线。周期25.6天符合他的测量。最近一次被报告为光谱联星是在2001年，但是现在认为它是单星，在这种类型的恒星中有较高速度的自转。